# Petite Creuse
La Petite Creuse est une rivière française des deux départements de l'Allier et de la Creuse, dans les  régions Auvergne-Rhône-Alpes, Nouvelle-Aquitaine. C'est un affluent de la Grande Creuse, donc un sous-affluent de la Loire par la Vienne.

## Géographie
La rivière naît au sud-est de la commune de Treignat, à la limite de la commune de Nouhant, près du lieu-dit les Trois Taillants, à 493 m d'altitude, dans le département de l'Allier.

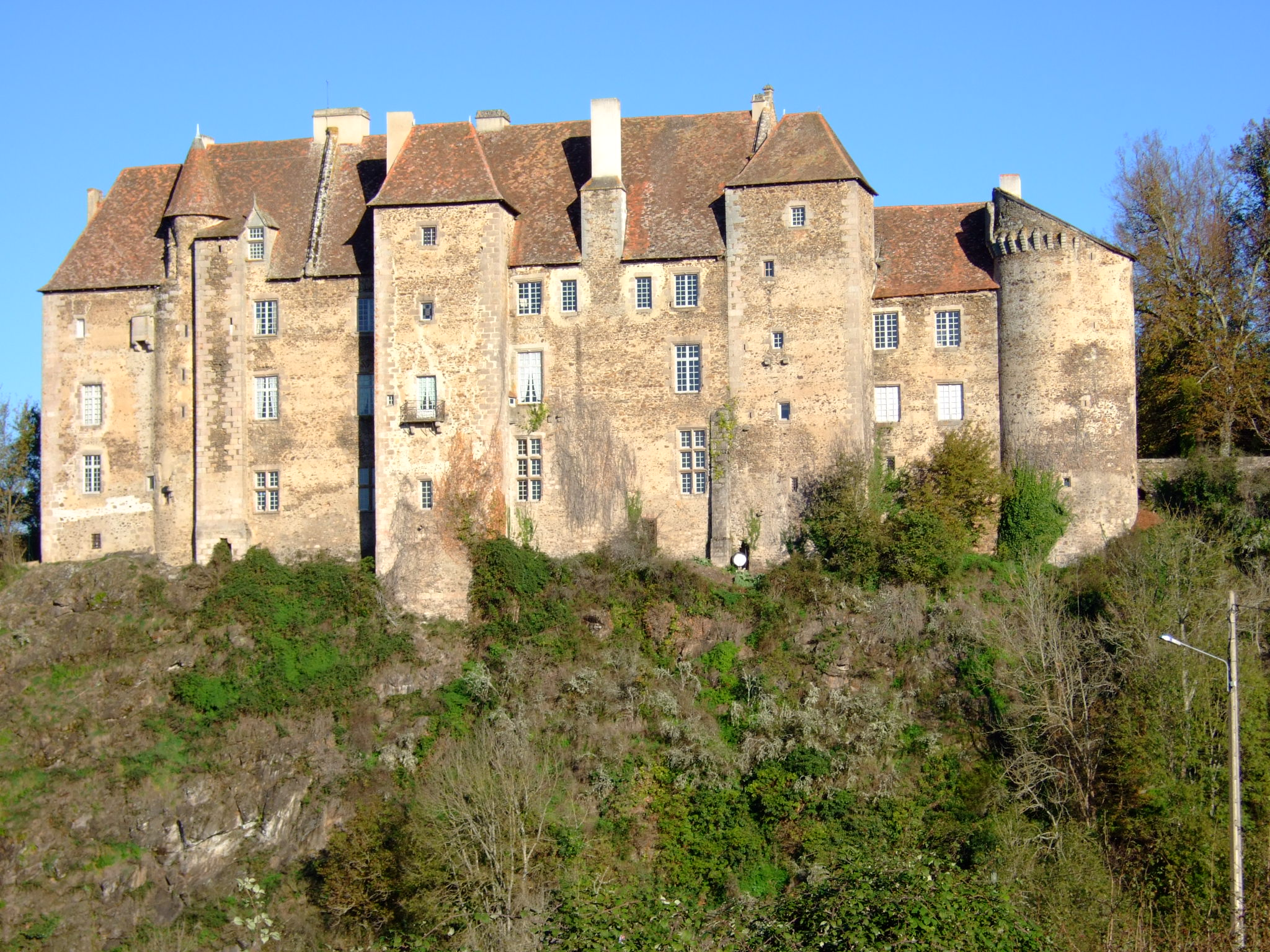
Château de Boussac face Sud donnant sur la Petite Creuse.

Dès sa naissance, elle s'oriente vers l'ouest et franchit rapidement la limite du département de la Creuse. Elle parcourt d'est en ouest le nord de ce département, où elle baigne la petite cité de Boussac.
Elle se jette dans la Creuse à Fresselines, à 202 m d'altitude, peu en amont du lac de Chambon et du village de Crozant, après un parcours de 95,2 kilomètres.

### Communes et cantons traversés
La Petite Creuse traverse les vingt-et-une communes suivantes, dans le sens amont vers aval, de Treignat (source), Soumans, Lavaufranche, Leyrat, Boussac-Bourg, Saint-Silvain-Bas-le-Roc, Boussac, Malleret-Boussac, Clugnat, Bétête, Saint-Dizier-les-Domaines, Genouillac, Moutier-Malcard, Bonnat, Malval, Linard, Chéniers, Lourdoueix-Saint-Pierre, Chambon-Sainte-Croix, Nouzerolles, Fresselines (confluence).
Soit en termes de cantons la Petite Creuse prend source dans le canton d'Huriel, traverse le canton de Boussac, le canton de Bonnat et le canton de Dun-le-Palestel dans les arrondissements d'Aubusson, de Montluçon et de Guéret.

### Bassin versant
La quasi-totalité de son bassin versant se situe sur le territoire de la Creuse. Ce bassin versant traverse sept zones hydrographiques pour une superficie de 2 122 km2.

### Organisme gestionnaire
Le bassin versant de la Petite Creuse est couvert par le schéma d'aménagement et de gestion des eaux (SAGE) « Creuse ». 
Ce document de planification, dont le territoire correspond au bassin de la Creuse, d'une superficie de 9 544 km2 est en cours d'élaboration. La structure porteuse de l'élaboration et de la mise en œuvre est l'établissement public territorial de bassin de la Vienne.
L'EPTB Vienne a projeté de faire gérer ce bassin versant par un syndicat Mixte Petite Creuse.

## Affluents
La Petite Creuse a trente-six tronçons affluents référencés dont :
- le Verraux (rg[note 1]), 31,1 km sur sept communes avec neuf tronçons affluents de rang de Strahler quatre
- le Lavaud (rd), 11,8 km sur trois communes avec quatre tronçons affluents.

### Rang de Strahler
Donc le rang de Strahler est de cinq.

## Hydrologie
La Petite Creuse est une rivière fort irrégulière, à l'instar de ses voisines de la région de l'ouest du bassin de la Loire, et avant tout de la Sèvre nantaise, de la Gartempe et de l'Anglin.

### La Petite Creuse à Fresselines
Son débit a été observé depuis le 1er septembre 1958 , à Fresselines et à 218 m d'altitude, localité du département de la Creuse située au niveau de son confluent avec la Grande Creuse. la Station y est installée depuis le 1er janvier 1924 . La surface ainsi étudiée y est de 850 km2, soit la totalité du bassin versant de la rivière.
Le module de la rivière à Fresselines est de 8,38 m3/s.
La Petite Creuse présente des fluctuations saisonnières de débit bien marquées, comme très souvent dans le bassin de la Loire. Les hautes eaux se déroulent en hiver et se caractérisent par des débits mensuels moyens allant de 13,9 à 17,3 m3/s, de décembre à mars inclus (avec un maximum net en février). À partir de la seconde partie du mois de mars, le débit baisse progressivement jusqu'aux basses eaux d'été qui ont lieu de juillet à septembre inclus, entraînant une  baisse du débit mensuel moyen allant jusqu'à 2,13 m3/s au mois d'août, ce qui reste assez important. Mais ces moyennes occultent des fluctuations bien plus prononcées sur de courtes périodes ou selon les années.

### Étiage ou basses eaux
Aux étiages, le VCN3 peut chuter jusque 0,20 m3/s (deux cents litres par seconde), ce qui peut être qualifié de sévère pour un cours d'eau de cette importance. Mais ce fait est fréquent parmi les rivières de la région coulant sur le vieux socle limousin peu perméable.

### Crues
Les crues peuvent être très importantes et dévastatrices. Les QIX 2 et QIX 5 valent respectivement 110 et 160 m3/s. Le QIX 10 est de 190 m3/s, le QIX 20 de 220 m3/s, tandis que le QIX 50 se monte à pas moins de 260 m3/s. Cela signifie que la Petite Creuse devrait avoir statistiquement une crue de l'ordre de 120 m3/s tous les deux ans, et que tous les dix ans, une crue d'environ 200 m3/s doit survenir.
Le débit instantané maximal enregistré à Fresselines a été de 235 m3/s le 1er décembre 1982, tandis que la valeur journalière maximale était de 196 m3/s le 1er mai 2001. Si l'on compare la première de ces valeurs à l'échelle des QIX de la rivière, l'on constate que cette crue était d'ordre cinquantennal, et donc relativement exceptionnelle, car destinée à ne se répéter que tous les 50 ans en moyenne. La hauteur maximale instantanée a été de 375 cm ou 3,75 m le même 1er mai 2001.

### Lame d'eau et débit spécifique
La Petite Creuse est une rivière relativement abondante. La lame d'eau écoulée dans son bassin versant est de 312 millimètres annuellement, ce qui est sensiblement équivalent à la moyenne d'ensemble de la France (320 millimètres/an), et supérieur à la moyenne des bassins de la Loire (plus ou moins 245 millimètres/an) et de la Creuse (303 mm/an). C'est cependant inférieur au bassin de la Gartempe (376 mm/an). Le débit spécifique (ou Qsp) atteint le chiffre solide de 9,9 litres par seconde et par kilomètre carréde bassin.

## Histoire

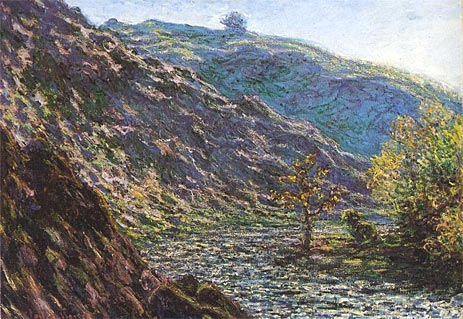
La petite Creuse de Claude Monet..

L'école de Crozant est située sur les rives des deux Creuses, à proximité des communes de Crozant et de Fresselines dans le département de la Creuse. C'est une école de peinture « sans maître », qui n'est rien d'autre qu'une commode appellation, imaginée ultérieurement, pour désigner tous ceux qui ont trouvé l'inspiration sur les rives de la Creuse. Claude Monet en 1889 au cours d'un séjour à Fresselines réalisait sa première série sur le site du confluent des deux Creuses. Il réalisera vingt-trois toiles dans la vallée.